# Liste der Stolpersteine in Neunkirchen (Saar)
Die Liste der Stolpersteine in Neunkirchen enthält die in Neunkirchen (Saar) verlegten Stolpersteine.

## Geschichte

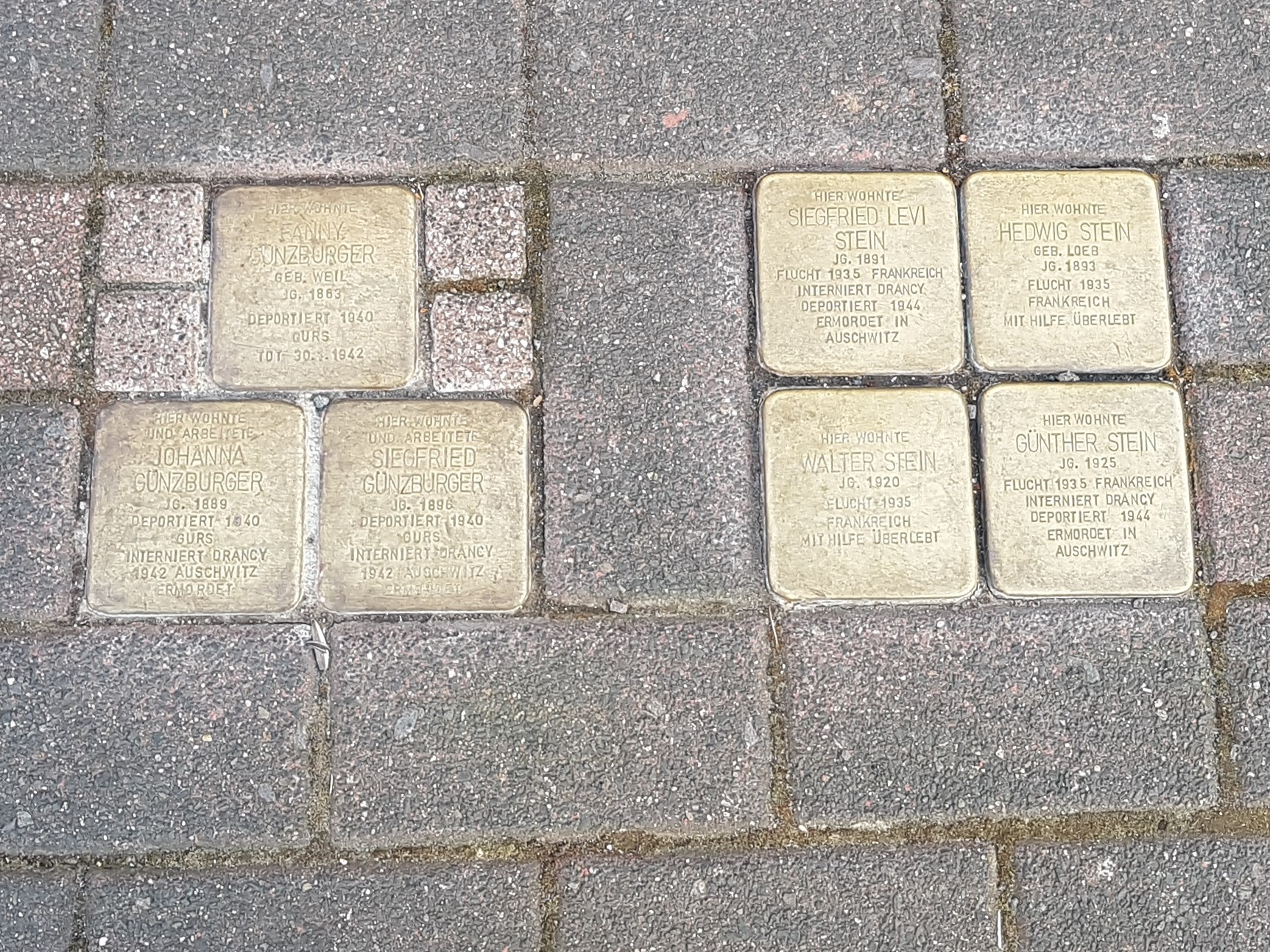
Ensemble Bahnhofstraße 25 (links: Verlegung 2015; rechts: Verlegung 2018)

Die erste Verlegung fand am 19. November 2012 im Stadtteil Wiebelskirchen auf Initiative der Vereinigung der Verfolgten des Naziregimes – Bund der Antifaschistinnen und Antifaschisten und dem „Neunkircher Forum für Freiheit, Demokratie und Antifaschismus“ statt. Entgegen der sonst üblichen Vorgehensweise wurden diese ersten neun Stolpersteine an zentraler Stelle auf dem Wibiloplatz verlegt.
Eine zweite Verlegung fand vom 20. bis 21. April 2015 in der Kernstadt sowie in den Stadtteilen Heinitz, Sinnerthal und Wellesweiler statt.
Gunter Demnig kehrte am 11. Mai 2018 erneut zurück nach Neunkirchen und verlegte 19 Steine an 8 Verlegestellen. Anwesend waren unter anderem Oberbürgermeister Jörg Aumann sowie Vertreter von Kirchen und der Vereinigung der Verfolgten des Naziregimes. Ein Bus der NVG brachte Interessierte zu den Verlegestellen.
Die vierte Verlegung fand am 4. September 2020 statt. Hierbei handelte es sich um eine Selbstverlegung von elf Steinen der Arbeitsgruppe Neunkirchen. Das eigentliche Verlegen übernahmen Schüler der Bauklasse des TGBBZ Jägermeisterpfad. Anwesend waren unter anderem Tobias Hans, Landrat Sören Meng sowie die Witwe von Karl Löb.
Am 29. Januar 2022 standen die Stolpersteine im Rahmen zweier parallel laufender Gedenkaktionen an die Befreiung des KZ Auschwitz. Die Bufdis des THW putzten an diesem Tag die Steine und machten sie wieder lesbar. Parallel dazu legte das Neunkircher Forum für Freiheit, Demokratie und Antifaschismus rote Nelken ab und erinnerte an die Opfer.
Am 8. September 2022 wurden 13 weitere Personen mit Stolpersteinen bedacht.

## Übersicht
| Bild | Name                                  | Standort                                                |              | Verlegedatum | Leben | Ref.          |
| ---- | ------------------------------------- | ------------------------------------------------------- | ------------ | --- | --- | ------------- |
|      | Adam Böshaar                          | Vogelschlagstraße 14                                    |              | 20. Apr. 2015 | * 8. September 1899 in Neunkirchen; † 6. September 1944 im KZ Mauthausen Böshaar wuchs in Neunkirchen auf und arbeitete auf der Grube König. Er war Mitglied in der SSP (Saarländische Sozialistische Partei) und des Saarsturms. Nach der Saarabstimmung flüchtete er zusammen mit seiner Frau nach Frankreich, wurde aber am 30. November 1940 in Metz verhaftet und in Saarbrücken in Schutzhaft genommen. Das erste Haftjahr verbrachte er in der Lerchesflur, wurde danach aber ins KZ Dachau verbracht, wo er in mehreren Außenlagern zum Arbeitsdienst gezwungen wurde. Am 26. November 1942 kam er in das KZ Mauthausen und dort in das berüchtigte KZ Gusen, wo er vermutlich als Bergmann arbeiten musste. Er wurde am 6. September 1944 ermordet. Als Todesursache wurde „Kreislaufschwäche“ angegeben. Über den Verbleib seiner Frau ist nichts bekannt. | [ 5 ]         |
|      | Johann Butterbach                     | Herrmannstraße 69 a                                     |              | 20. Apr. 2015 | * 4. Mai 1906 in Neunkirchen; † am 30. August 1940 im KZ Sachsenhausen Über Butterbachs Berufsleben liegen keine gesicherten Erkenntnisse vor. Er wurde zweimal als politischer Dissident festgenommen. Das erste Mal im August 1937. Er wurde im Konzentrationslager Sachsenhausen als politischer Häftling inhaftiert und kurze Zeit später wieder entlassen. Am 9. Mai 1939 wurde er auf Grund der Denunziation einer Nachbarin bei seiner Familie in Saarbrücken erneut verhaftet und kam wieder ins KZ Sachsenhausen. Dort verstarb er am 30. August 1940. Stolperstein wurde nicht verlegt. Ist in der Broschüre falsch angegeben. | [ 6 ]         |
|      | Hermann-Ernst Drumm                   | Wibiloplatz                                             |              | 19. Nov. 2012 | * 5. Januar 1909 in Wiebelskirchen; † 1. September 1937 in Belchite Angehöriger der Internationalen Brigaden | [ 7 ]         |
|      | Walter-Karl Drumm                     | Wibiloplatz                                             |              | 19. Nov. 2012 | * 19. März 1907 in Wiebelskirchen; † 9. November 1944 in der Tötungsanstalt Hadamar Walter Karl-Drumm wuchs als ganz normales Kind auf, bis er 1920 an Narkolepsie erkrankte. Durch die dadurch ausgelöste Sehnenverkürzung wurde er im Sprachgebrauch der Zeit zum Krüppel. Obwohl er geistig normal blieb, wurde er in einer Anstalt untergebracht, wo er den Beruf des Korbflechters erlernte. Am 21. Mai 1932 kam er in die Landesheilanstalt Merzig, die zu Beginn des Zweiten Weltkriegs geräumt wurde. Er kam dann in die Erziehungs- und Pflegeanstalt Scheuern (Nassau), anschließend in die Landesheilanstalt Eichberg und zuletzt 1943 in die Landesheilanstalt Weilmünster. Anschließend folgte am 29. September 1944 die Einweisung nach Hadamar, wo er am 9. November 1944 im Rahmen der Aktion T4 getötet wurde. | [ 8 ]         |
|      | Wilhelm Engelmann                     | Wibiloplatz                                             |              | 19. Nov. 2012 | * 4. März 1902; † 24. Oktober 1936 bei Tardienta Wilhelm Engelmann emigrierte am 19. Februar 1935 nach Frankreich und schloss sich den Internationalen Brigaden in Spanien an. Er fiel am 24. Oktober 1936 im Kampf. | [ 9 ]         |
|      | Anna Goldmann                         | Wellesweilerstraße 46                                   |              | 4. Sep. 2020 | geboren am 30. November 1889 in Gau-Algesheim; gestorben am 3. Juni 1942 im KZ Sobibor Familie Goldmann lebte bis 1935 in Neunkirchen und zog anschließend nach Saarbrücken. Mit dem Anschluss des Saargebiets an das Dritte Reich wurde die Familie als Juden rassistisch verfolgt. Anna Goldmann (geborene Seligmann), ihr Mann Hugo Goldmann und ihre jüngste Tochter Roth Goldmann wurden direkt nach ihrer Ankunft im KZ Sobibor am 3. Juni 1942 ermordet. | [ 10 ]        |
|      | Hugo Goldmann                         | Wellesweilerstraße 46                                   | 4. Sep. 2020 | geboren am 24. März 1885 in Gundersheim; gestorben am 3. Juni 1942 im KZ Sobibor | | [ 10 ]        |
|      | Grete Rosa Goldmann                   | Wellesweilerstraße 46                                   | 4. Sep. 2020 | geboren am 8. Juli 1913; gestorben am 27. Dezember 1944 im KZ Stutthof Grete Rosa Goldmann arbeitete ab 1936 in Gießen als Hutmacherin. Nach mehreren Stationen wurde sie in das KZ Stutthof gebracht, wo sie am 27. Dezember 1944 ermordet wurde. | | [ 10 ]        |
|      | Heinz Leo Goldmann                    | Wellesweilerstraße 46                                   | 4. Sep. 2020 | geboren am 28. März 1916; gestorben am 19. Februar 1943 im KZ Auschwitz Heinz Leo Goldmann wurde am 29. Januar 1943 in Berlin verhaftet und dort am 19. Februar 1943 ermordet. | | [ 10 ]        |
|      | Ruth Goldmann                         | Wellesweilerstraße 46                                   | 4. Sep. 2020 | geboren am 23. Juli 1924; gestorben am 3. Juni 1942 im KZ Sobibor | | [ 10 ]        |
|      | Fanny Günzburger                      | Bahnhofstraße 25                                        |              | 20. Apr. 2015 | geb. am 7. März 1863 in Mosbach; gest. 30. Januar 1942 im Camp de Gurs Fanny Günzburger, geborene Weil, zog 1887 nach Neunkirchen. Sie heiratete dort den Kaufmann Salomon Günzburger. Die Familie besaß ein Schuhgeschäft. Auch nach Salomon Günzburgers Tod 1915 führte die Familie das Geschäft weiter. Tochter Johanna und Sohn Siegfried arbeiteten im Familienbetrieb. Die Familie wurde am 22. Oktober 1940 im Rahmen der Wagner-Bürckel-Aktion verhaftet und ins Camp de Gurs verbracht. Dort verschied Fanny Günzburger am 30. Januar 1942. | [ 11 ]        |
|      | Johanna Günzburger                    | Bahnhofstraße 25                                        |              | 20. Apr. 2015 | geb. am 2. September 1889 in Neunkirchen; gest. 13. August 1942 im KZ Auschwitz Nach dem Tod ihrer Mutter wurden die beiden Geschwister zur Ermordung in das KZ Auschwitz verschickt, wo sie am 13. August 1942 ankamen. Sie wurden selektiert und direkt vergast. | [ 11 ]        |
|      | Siegfried Günzburger                  | Bahnhofstraße 25                                        |              | 20. Apr. 2015 | geb. am 20. Dezember 1896 in Neunkirchen; gest. 13. August 1942 im KZ Auschwitz Nach dem Tod ihrer Mutter wurden die beiden Geschwister zur Ermordung in das KZ Auschwitz verschickt, wo sie am 13. August 1942 ankamen. Sie wurden an der Rampe selektiert und direkt vergast. | [ 11 ]        |
|      | Jakob Hanuja                          | Wellesweilerstraße 24                                   |              | 4. Sep. 2020 | * 8. April 1883 in Neunkirchen Jakob Hanuja fiel unter den Personenkreis, der im Dritten Reich wegen Verstoß gegen § 175 (Homosexualität) verfolgt wurde. Nach einigen Verhaftungen wegen Betrug und Unterschlagung wurde er am 16. Januar 1937 wegen sogenannter „Unzucht“ verhaftet und zu zehn Monaten Gefängnis verurteilt. Die Strafe sollte er ab dem 20. Oktober 1942 absitzen. Stattdessen wurde er jedoch in polizeiliche Vorbeugehaft genommen und am 16. Dezember 1942 in das KZ Dachau überführt. Er blieb bis zur Befreiung durch die Alliierten dort. Über sein weiteres Leben ist nichts bekannt. | [ 12 ]        |
|      | Fanny Herold                          | Bahnhofstraße 45                                        |              | 20. Apr. 2015 | geboren am 21. Februar 1879 in Wiebelskirchen; gest. 1964 Fanny Herold, geb. Haas, arbeitete lange Jahre mit ihrem Mann in einem Tabakwaren-Einzelgeschäft mit angeschlossenem Großhandel. Im Oktober 1935 musste das Geschäft auf Grund von Boykottmaßnahmen der Nazis schließen. Fanny Herold wurde am 22. Oktober 1940 verhaftet und ins Camp de Gurs verschleppt. Dort gelang ihr am 2. August 1941 die Flucht. Sie lebte unerkannt in einem Versteck in Frankreich und kehrte am 18. Februar 1946 nach Neunkirchen zurück. | [ 13 ]        |
|      | Fritz Herold                          | Bahnhofstraße 45                                        |              | 11. Mai 2018 | geboren am 23. Juni 1903; gest. am 15. Juni 1971 Der Sohn der Eheleute David und #Herold_Fanny floh nach dem Konkurs des familieneigenen Tabakladens zunächst nach Straßburg und dann weiter nach Paris. Nach Beginn des Frankreichfeldzugs floh er nach Limoges im Département Haute-Vienne. Dort heiratete er. Nach dem Krieg kehrte er nach Neunkirchen zurück. | [ 14 ]        |
|      | Hermann Henneicke                     | Bliesstraße 25                                          |              | 8. Sep. 2022 | * 2. November 1886 in Soltendieck, Kreis Uelzen; † 11. Mai 1966 in Neunkirchen Hermann Henneicke arbeitete als Schlosser und trat mit 22 Jahren in den Deutschen Metallarbeiter-Verband und die SPD ein. Während des Ersten Weltkriegs trat er der USPD ein, die für ein rasches Ende des Kriegs war. Während der Novemberrevolution wurde er zum Mitglied des Arbeiter- und Soldatenrats gewählt. Von 1920 bis 1923 war er Abgeordneter im Landtag Oldenburg. Ende 1929 zog er nach Neunkirchen. 1932 wurde er in den Neunkircher Stadtrat gewählt. Er engagierte sich im Abstimmungskampf und musste nach der Niederlage nach Straßburg flüchten. Er wurde am 1. September 1941 in Straßburg verhaftet und kam ab 1942 als Schutzhäftling in das KZ Sachsenhausen. Nach der Auflösung überlebte er den Todesmarsch durch Hilfe von Richard Rauch und wurde von britischen Truppen befreit. | [ 15 ]        |
|      | Marie Dora Henneicke                  | Bliesstraße 25                                          | 8. Sep. 2022 | * 12. Juni 1897 in Hamburg; † 19. April 1990 in Neunkirchen; geb. Dümatz Marie Dora Dümatz heiratete Hermann Heinicke im Mai 1918. 1939 wurde der Elsass geräumt, worauf Maria Henneicke mit der jüngsten Tochter Elisabeth Straßburg verlassen musste. Nach dem Zweiten Weltkrieg kehrte sie zurück nach Neunkirchen. | | [ 15 ]        |
|      | Henni Henneicke                       | Bliesstraße 25                                          | 8. Sep. 2022 | * 21. April 1919 in Rüstringen; † 11. Mai 2010 in Neunkirchen Henni war die älteste Tochter von Hermann und Maria Henneicke. Sie engagierte sich bereits politisch während der Emigration in Straßburg, wo sie Mitbegründerin der Gruppe Straßburg einer Freien Deutschen Jugend. Als 1939 das Elsass geräumt wurde, wurde sie im Internierungslager Camp de Gurs inhaftiert. Nach dem Zweiten Weltkrieg kehrte sie ins Saarland zurück. Sie wurde dort Mitglied der KP Saar sowie der Vereinigung der Verfolgten des Naziregimes – Bund der Antifaschistinnen und Antifaschisten. Nach dem Verbot der KPD wurde sie Mitglied der DKP. Sie arbeitete bis zu ihrer Pensionierung als Grundschullehrerin. | | [ 15 ]        |
|      | Herta Henneicke                       | Bliesstraße 25                                          | 8. Sep. 2022 | * 16. Januar 1923 in Rüstringen; verh. Petri Wie ihre Schwester Henni wurde sie 1939 im Camp de Gurs inhaftiert. Sie heiratete später den SPD-Politiker Karl Petri. Heute lebt sie in einem Seniorenheim. | | [ 15 ]        |
|      | Elisabeth Henneicke                   | Bliesstraße 25                                          | 8. Sep. 2022 | * 23. September 1924 in Rüstringen; † 23. Januar 2008 in Saarlouis; verh. Kulawig Elisabeth Henneicke heiratete später den SPD-Politiker Alwin Kulawig. Sie war ebenfalls in der SPD engagiert, insbesondere in der Arbeitsgemeinschaft sozialdemokratischer Frauen. | | [ 15 ]        |
|      | Edmund Myrtil Herrmann                | Brückenstraße 4                                         |              | 20. Apr. 2015 | geb. 20. Mai 1930 in Neunkirchen; gest. unbekannt Myrtil Herrmann wuchs als Sohn des jüdischen Altmetallhändlers Myrtil Herrmann in Neunkirchen auf. Nachdem die Familie im Rahmen der Wagner-Bürckel-Aktion verhaftet wurde, verblieb er in einem Heim des Kinderhilfswerkes OSE. Anschließend wurde er in einem Kloster in den Pyrenäen versteckt. Er überlebte den Krieg und ging nach Israel, wo er als Schreiner arbeitete. | [ 16 ]        |
|      | Germaine Herrmann                     | Brückenstraße 4                                         |              | 20. Apr. 2015 | geb. am 11. April 1896 in Guebwiller; gest. unbekanntes Datum im KZ Auschwitz Germaine Herrmann, geb. Bloch, die Ehefrau des Altmetallhändlers Myrtil Herrmann, wurde am 13. September 1942 in das KZ Auschwitz gebracht und von den Ärzten für die Gaskammer selektiert. Ein genaues Sterbedatum ist nicht bekannt. Sie wurde am 31. Dezember 1942 für tot erklärt. | [ 17 ]        |
|      | Luise Herrmann-Ries                   | Wibiloplatz                                             |              | 19. Nov. 2012 | * 12. März 1904 in Altenkessel; † 17. Januar 1971 in Neunkirchen Widerstandskämpferin | [ 18 ]        |
|      | Myrtil Herrmann                       | Brückenstraße 4                                         |              | 20. Apr. 2015 | geb. am 12. Juli 1896 in Ottweiler; gest. unbekanntes Datum im KZ Auschwitz Myrtil Herrmann arbeitete als Schrotthändler, der bis Straßburg aktiv war. Zusammen mit seiner Frau wohnte er zunächst in Ottweiler, dann in der Bahnhofstraße von Neunkirchen. Neben dem Geschäft mit Altmetall führte die Familie auch einen Weinhandel. Die Konzession für beide Geschäfte wurde ihnen 1937 entzogen. In der Reichspogromnacht wurden sie verhaftet und ins Gefängnis Lerchesflur gebracht. Das Familienvermögen wurde beschlagnahmt. Nach einer kurzen Zeit im KZ Dachau wurde er entlassen und kehrte zu seiner Familie zurück. Im Rahmen der Wagner-Bürckel-Aktion wurde er erneut verhaftet. Die Familie wurde getrennt und Myrtil kam zunächst als Zwangsarbeiter ins Lager Rivesaltes und wurde 1943 nach Auschwitz deportiert. Er arbeitete zunächst als Zwangsarbeiter. Sein weiteres Schicksal ist ungeklärt, er wurde am 9. Mai 1945 für tot erklärt. | [ 18 ]        |
|      | Willi Herrmann                        | Wibiloplatz                                             |              | 19. Nov. 2012 | * 17. November 1897 in Wiebelskirchen; † 17. Februar 1944 im Zuchthaus Butzbach Widerstandskämpfer | [ 19 ]        |
|      | Friedrich Hollinger                   | Wibiloplatz                                             |              | 19. Nov. 2012 | * 21. Januar 1890 in Neunkirchen; † 29. April 1941 im KZ Dachau Friedrich Hollinger diente im Ersten Weltkrieg als Soldat und wurde bis zum Unteroffizier befördert. Er arbeitete beim Neunkircher Eisenwerk, schloss sich der USPD an und war 1920 Mitbegründer der Wiebelskircher KPD-Ortsgruppe sowie als Gewerkschafter aktiv. 1928 nach einem Streik entlassen, arbeitete er anschließend für das Wiebelskircher Wasserwerk. Als Anhänger der antifaschistischen Einheitsfront wurde er entlassen und war drei Jahre arbeitslos. Erst 1938 konnte er als Hilfsarbeiter wieder in Beschäftigung kommen. Mit politischen Äußerungen hielt er sich zurück. Am 20. April 1940, dem 51. Geburtstag Adolf Hitlers, äußerte er in einer Kneipe sein Missfallen gegenüber Hitler in der Öffentlichkeit und wurde vom Wirtsehepaar und verschiedenen Gästen denunziert. Er wurde etwas später verhaftet und zu fünf Monaten Gefängnis verurteilt. Nach Verbüßung der Strafe wurde er in Schutzhaft genommen und ins KZ Dachau gebracht, wo er am 29. April 1941 ermordet wurde. | [ 20 ] [ 21 ] |
|      | Wilhelm Jung                          | Wilhelm-Jung-Straße 12                                  |              | 20. Apr. 2015 | * 8. Dezember 1881 in Neunkirchen; † 5. Dezember 1942 im KZ Auschwitz Wilhelm Jung stammte aus einer Bergmannsfamilie und arbeitete ab 1897 selbst bei der Grube Dechen. Zusammen mit seiner Frau zog er in die Nähe von Aachen, kehrte jedoch nach einer Kriegsverletzung im Ersten Weltkrieg zurück nach Neunkirchen. Er arbeitete weiter als Bergmann, bis er 1927 vorzeitig in den Ruhestand ging. Als SPD-Mitglied blieb er seiner Partei bis zum Ende des Abstimmungskampfes im Saargebiet treu. Er betrieb während seines Ruhestandes ein Lokal, das damals als Auffangpunkt für Oppositionelle diente. Am 11. November 1939 wurde er auf Denunziation eines Gastes verhaftet. Zum Verhängnis wurde ihm eine Bemerkung, die er zum geplatzten Bombenanschlag auf Hitler von Georg Elser machte. Er wurde zu zwei Jahren Haft verurteilt. Nach Verbüßung dieser Strafe wurde er in Schutzhaft genommen und ins KZ Sachsenhausen verlegt. 1942 kam er nach Auschwitz, wo er am 5. Oktober 1942 ermordet wurde. | [ 22 ]        |
|      | Gustav Richard Keller                 | Irrgartenstraße 13                                      |              | 11. Mai 2018 | Gustav Richard Keller (* 20. Juni 1905 in Neunkirchen; † 23. Dezember 1940 im KZ Neuengamme), gelernter Huf- und Wagenschmied, arbeitete auf der Grube König. Er war Mitglied des Saarbundes und sprach sich während des Abstimmungskampfes gegen den Anschluss an Nazideutschland aus. Er engagierte sich in der Einheitsfront. Auch nach dem Anschluss des Saargebietes trat er offen antifaschistisch auf, weshalb er am 9. Januar 1939 entlassen wurde. Am 20. Juni 1940 wurde er von der Gestapo vorgeladen. Als er dieser Vorladung nachkam, wurde er verhaftet und zunächst ins KZ Dachau gebracht. Von dort kam er am 3. September 1940 ins KZ Sachsenhausen und am 1. Oktober 1940 ins KZ Neuengamme. Dort verstarb er am 23. Dezember 1940 angeblich an „Körper-Herz- und Kreislaufschwäche“. | [ 23 ]        |
|      | Katharina Keller                      | Irrgartenstraße 13                                      | 11. Mai 2018 | Katharina Keller, geborene Böshaar, * 20. Dezember 1906, war die Ehefrau von Gustav Richard Keller. Sie überlebte die Nazizeit. Wie ihre vier Kinder wurde sie nach dem Tod des Vaters als „asozial“ gebrandmarkt und gedemütigt. | | [ 23 ]        |
|      | Heinz Keller                          | Irrgartenstraße 13                                      | 11. Mai 2018 | Heinz Keller, * 1930, gedemütigt, entrechtet, überlebte | | [ 23 ]        |
|      | Horst Keller                          | Irrgartenstraße 13                                      | 11. Mai 2018 | Horst Keller, * 1933, gedemütigt, entrechtet, überlebte | | [ 23 ]        |
|      | Gustav Keller                         | Irrgartenstraße 13                                      | 11. Mai 2018 | Gustav Keller, * 1935, gedemütigt, entrechtet, überlebte | | [ 23 ]        |
|      | Brigitte Keller                       | Irrgartenstraße 13                                      | 11. Mai 2018 | Brigitte Keller, * 1938, gedemütigt, entrechtet, überlebte | | [ 23 ]        |
|      | Erich Koble                           | Wibiloplatz                                             |              | 19. Nov. 2012 | * 15. Januar 1906 in Wiebelskirchen; † 13. Februar 1941 in der Tötungsanstalt Hadamar Bei der Geburt von Erich Koble traten Komplikationen auf. Infolge einer Sauerstoffunterversorgung kam er geistig behindert zur Welt. Er galt als unbeschulbar. 1918 kam er in ein Heim für behinderte Kinder in Fischbach-Weierbach, wo er bis 1939 untergebracht war, 1939 wurde er in die Landes-Heilanstalt Herborn verlegt. Irgendwann wurde er in die Tötungsanstalt Hadamar gebracht, wo er am 13. Februar 1941 im Rahmen der Aktion T-4 ermordet wurde. | [ 24 ]        |
|      | Heinrich Friedrich Krüger             | Limbacher Straße/Ecke Klinikweg                         |              | 11. Mai 2018 | geb. am 2. August 1901 in Siedlung Brückweiherhof (heute: Kohlhof); gest. 17. Januar 1943 im KZ Mauthausen Heinrich Friedrich Krüger war ein Kleinkrimineller und Berufsverbrecher. Er arbeitete zunächst in diversen Berufen, unter anderem als Teilhaber einer Brennerei und als Versicherungsagent. In den 1920ern und 1930ern wurde er wegen diverser Einbrüche immer wieder verurteilt. Er saß mehrere Male im Gefängnis. Eine Zeitlang lebte er mit seiner Lebensgefährtin auch in Italien und Kroatien. Nach seiner Rückkehr nach Deutschland wurde er am 24. Januar 1940 vom Landgericht Offenburg zu acht Jahren Zuchthaus verurteilt. Am 27. November 1942 kam er in das KZ Mauthausen. Dort verstarb er am 17. Januar 1943, als Todesursache wurde eine Lungentuberkulose angegeben. | [ 25 ]        |
|      | Anna Lachmann                         | Ecke Wilhelmstraße (ehemals Haus Nr. 22)                | 8. Sep. 2022 | | * 2. Mai 1879 in Waldmohr; † 25. April 1973 in Saarbrücken Anna Lachmann ehelichte den jüdischen Geschäftsmann Heinrich Lachmann (geb. 21. Januar 1879 in Ostrowo, Polen). Das Paar hatte zwei Söhne. Heinrich Lachmann verstarb im April 1931 in Heidelberg. Nach seinem tod übernahm sein ältester Sohn Kurt das Familienunternehmen. Nach der Saarabstimmung musste die Familie ihr Unternehmen verkaufen und emigrierte nach Frankreich. Zunächst versteckten sie sich in den Vogesen, später im Département Ariège in den Pyrenäen. Dort nahmen beide Söhne die französische Staatsbürgerschaft an und engagierten sich in der Résistance. 1944 wurde Anna Lachmann verhaftet. Sie sollte als Druckmittel eingesetzt werden, um den flüchtigen Kurt Guy Lachmann zur Aufgabe zu zwingen. Stattdessen erlitt sie einen Herzinfarkt. Ihrer bevorstehenden Deportation entkam sie mit Hilfe französischer Ärzte. 1946 kehrte sie mit ihrem Sohn Hans Jean Lachmann zurück nach Neunkirchen. | [ 26 ]        |
|      | Guy Kurt Lachmann                     | Ecke Wilhelmstraße (ehemals Haus Nr. 22)                | 8. Sep. 2022 | geb. 5. Dezember 1906 in Neunkirchen; gest. 11. November 1987 in Saarbrücken Widerstandskämpfer und Résistance-Mitglied | | [ 26 ]        |
|      | Hans Jean Lachmann                    | Ecke Wilhelmstraße (ehemals Haus Nr. 22)                | 8. Sep. 2022 | geb. 3. Dezember 1909 in Neunkirchen; gest. 1. Februar 1981 in Neunkirchen Der jüngste Sohn der Familie floh zusammen mit seinem Bruder und seiner Mutter zunächst nach Colmar, dann nach Épinal. Im Juni 1937 nahm er die französische Staatsbürgerschaft an und gab sich den Vornamen „Jean“. Er wurde 1937 zur französischen Armee eingezogen und 1940 demobilisiert. Anschließend arbeitete er als Zivilangestellter bei der Militärintendanz in Clermont-Ferrand an. Wie sein Bruder wurde er 1942 Résistance-Mitglied. Er wurde am 5. Mai 1944 von einer französischen Miliz verhaftet. Nach einem kurzen Aufenthalt im KZ Sachsenhausen wurde er ins KZ Neuengamme verlegt, wo er bis zu seiner Befreiung am 23. April 1945 blieb. Nach dem Krieg kehrte er zunächst zu seiner Ehefrau nach Clermont-Ferrand zurück. 1946 kehrte er zurück nach Neunkirchen, wo es ihm gelang, in einem komplizierten Rechtstreit die Anteile an der wegen ihrer Flucht verkauften Anteile am Familienunternehmen Menesa zurückzuerwerben. Er übernahm dort die Funktion eines Generaldirektors. | | [ 26 ]        |
|      | Karl Leib                             | Sinnerthal, Bushaltestelle                              | 8. Sep. 2022 | | * 28. März 1895 in Sinnerthal; † 24. August 1942 im KZ Ravensbrück Karl Leib war Hüttenarbeiter auf dem Neunkircher Eisenwerk. Im Ersten Weltkrieg geriet er in französische Kriegsgefangenschaft und kam als Kriegsversehrter mit Verletzungen an der rechten Hüfte und dem linken Fuß nach Hause. Von 1927 bis 1936 war er verheiratet. Die Ehe wurde jedoch später geschieden. Zu Beginn des Zweiten Weltkriegs wurde er aus „staatspolitischen Gründen“ von der Staatspolizei Saarbrücken verhaftet und im Strafgefängnis Wittlich untergebracht. Die genauen gründe ließen sich nicht mehr ermitteln. Am 15. September 1939 wurde er als „Schutzhäftling“ ins KZ Buchenwald verlegt. Nach 19 Monaten kam er am 5. Mai 1941 im Konzentrationslager Ravensbrück. Dort verstarb er am 24. August 1942. Die genauen Todesumstände ließen sich nicht ermitteln. | [ 27 ]        |
|      | Kurt Simon Levy                       | Pasteurstraße 20                                        |              | 4. Sep. 2020 | geb. am 11. Dezember 1906 in Neunkirchen; gestorben am 21. Oktober 1942 im KZ Sachsenhausen Kurt Simon Levy war ein Sohn jüdischer Eltern und arbeitete vermutlich als Kaufmann in Neunkirchen. Er lebte mindestens bis 1935 weiter in Neunkirchen. Danach fehlen alle Belege. Ihm wurde am 25. März 1939 die deutsche Staatsangehörigkeit durch Erlass des Reichsinnenministeriums entzogen. 1940 wurde er von Luckenwalde-Kolzenburg nach Paderborn zwangsgemeldet, wo er im Lager Grüner Weg 86, einem Umschulungslager für Juden, Zwangsarbeit verrichten musste. Anschließend kam er 1940 ins KZ Sachsenhausen. Er starb am 21. Oktober 1942 vermutlich an der Ruhr. | [ 28 ]        |
|      | Karl Löb                              | Wibiloplatz                                             |              | 4. Sep. 2020 | geb. 3. November 1919 in Enkirch; gest. 4. September 1971 Karl Löb war ein Opfer der „Nürnberger Rassegesetze“. Er wuchs in Enkirch und Quierschied auf. Erstmals verhaftet wurde er am 15. November 1938. Er verbringt ein halbes Jahr im KZ Dachau, wird jedoch wieder entlassen. Verlobt mit der Jüdin Martha Margarethe Nelson plant die junge Familie nach ihrer Eheschließung die Ausreise nach Palästina. Dazu kommt es jedoch nicht. Martha wird am 1. März 1943 mit dem 31. Ost-Transport nach Auschwitz deportiert und später für tot erklärt. Karl Löb kommt zusammen mit Alex Deutsch ebenfalls nach Auschwitz, entgeht dort jedoch dem Tod. Vor der Befreiung von Auschwitz befindet er sich auf einem der Todesmärsche. Er wird nach Buchenwald geschickt, jedoch am 10. Februar auf dem Weg ins KZ Mittelbau-Dora bei einem Fliegerangriff verletzt. So kommt er in ein Außenkommando in der Nähe von Magdeburg. Als er beim Wiederaufbau von Magdeburg helfen soll, versteckte er sich vor den Nazis, bis er von den Amerikanern befreit wurde. Nach dem Krieg leidet er noch jahrelang unter den Spätfolgen der KZ-Haft. Er lebte nach dem Krieg in Hangard und verstarb mit sechzig Jahren an den Spätfolgen der Haft. | [ 29 ]        |
|      | Adolf Lösch                           | Heizengasse 28                                          |              | 20. Apr. 2015 | * 23. März 1909 in Neunkirchen; † 23. Juni 1938 im KZ Buchenwald Adolf Lösch wurde im Rahmen der Aktion „Arbeitsscheu Reich“ am 24. Mai 1938 in Königsberg verhaftet und ins KZ Buchenwald verbracht. Dort verstarb er einen Monat später am 23. Juni 1938. | [ 30 ]        |
|      | August M. E. Lützenburger             | Kuchenbergstraße 81                                     |              | 11. Mai 2018 | * 1881 im Amtsbezirk Fürth, Bayern; 29. Februar 1948 in Wiebelskirchen August Lützenburger war evangelisch getauft. Aufgrund der jüdischen Konfession seiner Frau Fanny Lützenburger wurde er auf Betreiben der NS-Gauleitung als Eisenbahnsekretär zwangsweise in den Ruhestand versetzt. Der Aufforderung das Land zu verlassen, kann die Familie aufgrund fehlender finanzieller Mittel nicht nachkommen. Im April 1939 wird die Familie enteignet. August M. E. Lützenburger erlitt einen Schlaganfall, überlebte den Zweiten Weltkrieg jedoch und starb 1948 in Wiebelskirchen. | [ 31 ]        |
|      | Fanny Lützenburger                    | Kuchenbergstraße 81                                     |              | 11. Mai 2018 | * 1873; † 20. September 1939 Fanny Lützenburger, geb. Hayum, war jüdischer Konfession und Ehefrau von August Lützenburger. In der Reichspogromnacht wurde sie vorübergehend verhaftet. Der Aufforderung das Land zu verlassen, kann die Familie aufgrund fehlender finanzieller Mittel nicht nachkommen. Im April 1939 wird die Familie enteignet. Fanny Lützenburger verstarb 1939 an einem Herzleiden. | [ 31 ]        |
|      | Helma Lützenburger                    | Kuchenbergstraße 81                                     |              | 11. Mai 2018 | * 1915; † 23. Dezember 2001 Fanny Kaub, geb. Lützenburger, war die Tochter von August und Fanny Lützenburger. Wie ihre Mutter wurde sie im jüdischen Glauben erzogen. Helma arbeitete als Hotelangestellte und als Haushaltshilfe in Bad Wildungen, gab ihren Beruf nach der Erkrankung ihrer Mutter auf und zog zu ihren Eltern nach Wiebelskirchen. Der Aufforderung das Land zu verlassen, kann die Familie aufgrund fehlender finanzieller Mittel nicht nachkommen. Im April 1939 wird die Familie enteignet, ab 1941 musste sie den Judenstern tragen. Entrechtet und mittellos lebte sie mit ihrem Vater in Wiebelskirchen, bis sie am 5. März 1945, zwei Wochen vor Befreiung des Saargebietes, von der Gestapo verhaftet wird. Zunächst in Gefängnissen in Neunkirchen, Sulzbach, Landstuhl und Neustadt festgehalten, wurde sie am 11. März 1945 mit dem Transport Nr. 37-III/11 nach Theresienstadt deportiert, wo sie nach ihrer Ankunft am 14. März 1945 in einem Pferdestall untergebracht wurde. Sie wurde einem Dachdecker zur Arbeit zugeteilt, erlitt aufgrund von Unterernährung jedoch einen Schwindelanfall, der sie für drei Tage in das Lagerrevier brachte. Dort war sie später als Pflegerin tätig. Nach ihrer Befreiung am 8. Mai 1945 verließ sie Theresienstadt am 11. Juni 1945 und kehrte am 21. Juni 1945 nach Wiebelskirchen zurück. Helma heiratete am 11. Dezember 1961 Walter Kaub, der nur vier Jahre später verstarb. Bis zu ihrem Tod im Jahr 2001 lebte sie im Haus in der Kuchenbergstraße 81 in Wiebelskirchen. | [ 31 ]        |
|      | Frieda Maurer                         | Grubenstraße 81                                         |              | 20. Apr. 2015 | geb. am 3. Juni 1897 in Dillingen; gest. unbekanntes Datum im KZ Auschwitz Frieda Maurer, geb. als Delfriede Levy, mit einem evangelischen Christen verheiratet, wurde am 22. Oktober 1940 zusammen mit ihrem evangelisch getauften Sohn Hjalmar im Rahmen der Bürckel-Wagner-Aktion ins Camp de Gurs verbracht. Das Landgericht Saarbrücken schied die Ehe und Maurer wurde vom Standesamt Saarbrücken für tot erklärt. Tatsächlich wurde sie zunächst ins Lager Rivesaltes gebracht und kam später ins KZ Auschwitz. Noch bis zum 10. August 1944 lässt sich nachweisen, dass sie gelebt hat, da Proben von ihr an das SS-Hygiene-Institut Auschwitz geschickt wurden. | [ 32 ]        |
|      | Hjalmar Maurer                        | Grubenstraße 81                                         |              | 20. Apr. 2015 | * 9. April 1934 in Saarbrücken Hjalmar Maurer galt in den Augen der nationalsozialistischen Rasselehre als Halbjude, obwohl er evangelisch getauft war. Er wurde zusammen mit seiner Mutter am 22. Oktober 1940 verhaftet und ins Camp de Gurs gebracht. Danach kam er vermutlich in ein katholisches Kinderheim und wurde in die Vereinigten Staaten gebracht. | [ 32 ]        |
|      | Berta Meyer                           | Fabrikstraße 3                                          |              | 4. Sep. 2020 | *geb. 6. Dezember 1878 in Wellesweiler; gest. 1942 im KZ Auschwitz Berta Meyer zog 1936 gemeinsam mit ihrer Familie nach Baisingen in Baden-Württemberg. Als es als Jüdin immer gefährlicher wurde, floh die Familie nach Frankreich. Sie wurde während der Wagner-Bürckel-Aktion verhaftet und vom Camp de Gurs über mehrere Stationen nach Auschwitz verlegt, wo sie ermordet wurde. | [ 33 ]        |
|      | Hugo Meyer                            | Wibiloplatz                                             |              | 19. Nov. 2012 | geb. 11. September 1895 in Thorn; gest. am 9. Oktober 1942 im KZ Auschwitz Der gebürtige Westpreuße Hugo Meyer lebte ab 1921 in Wiebelskirchen. Ab 1924 arbeitete er als Schneider. Die Gewerbegenehmigung wurde ihm ab dem 3. Mai 1937 als Jude aberkannt. Er wurde im Rahmen der Reichspogromnacht festgenommen. Von dort aus kam er über die Zwischenstation Lerchesflur ins KZ Dachau, wo er aber wieder entlassen wurde. Er kehrte nach Wiebelskirchen zurück. Am 22. Oktober 1940 wurde er erneut verhaftet und zunächst ins Camp de Gurs gebracht. Er lebte danach kurze Zeit in Frankreich. Seine weiteren Lebensumstände sind nicht bekannt. Sicher ist nur, dass er am 9. Oktober 1942 im KZ Auschwitz ermordet wurde. | [ 34 ]        |
|      | Franz Müller                          | Alte Schmiede                                           |              | 20. Apr. 2015 | * 12. November 1913 in Neunkirchen; † 26. März 1938 im KZ Mauthausen Franz Müller wurde als „arbeitsscheu“ eingestuft und in das KZ Mauthausen gebracht, wo er ermordet wurde. | [ 35 ]        |
|      | Karl Müller                           | Alte Schmiede                                           |              | 20. Apr. 2015 | * 11. November 1888 in Wellesweiler; † 24. Februar 1944 im KZ Buchenwald Am 19. November 1943 wurde Karl Müller als ASR-Häftling nach Buchenwald gebracht, wo er am 24. Februar 1944 verstarb. | [ 36 ]        |
|      | Eva Pirrung                           | Max-Braun-Straße 35                                     |              | 20. Apr. 2015 | * 23. Mai 1883 in Neunkirchen; † 28. Dezember 1943 im KZ Auschwitz Vermutlich im Rahmen der Aktion 14f13 ermordet | [ 37 ]        |
|      | Franz Schneider                       | Zum Kasbruchtal 60 (Wellesweiler)                       |              | 8. Sep. 2022 | * am 19. Oktober 1901 in Saarbrücken; † 26. Oktober 1971 in Nonnweiler; auch bekannt als Franz Schnei Franz Schnei war in der KPD tätig. Er zog 1926 nach Neunkirchen und arbeitete dort als Plakatmaler für das Kaufhaus Joseph Levy Wwe. AG. Als Vertreter der KPD engagierte er sich als unbesoldeter Beigeordneter der Stadt Neunkirchen. Nach der Saarabstimmung 1935 musste er emigrieren. er flüchtete nach Metz, wo er bis Kriegsausbruch als Plakatmaler arbeiten durfte. Nach dem Beginn des Zweiten Weltkriegs wurde er als „feindlicher Ausländer“ interniert. Er meldete sich jedoch freiwillig zur Fremdenlegion und diente in Algerien. Nach der Niederlage Frankreichs kehrte er in den unbesetzten Teil Frankreichs zu seiner Familie zurück. Das Vichy-Regime wies ihn jedoch an, das neutrale Gebiet zu verlassen. Die Rückkehr nach Metz scheiterte und er wurde zunächst im Saarbrücker Schloß inhaftiert. Danach kam er ins Zweibrücker Gefängnis verlegt und kam 1941 ins KZ Sachsenhausen. Nach der Auflösung wurde er auf einen Todesmarsch in Richtung Wittstock geschickt. Schnei erhielt einen der vom Gestapo-Kommandanten Kurt Erdmann ausgegebenen Entlassungsscheine und begab sich in die Hände der Roten Armee. In der sowjetischen Besatzungszone wurde er als politischer Funktionär in Freyenstein eingesetzt. Als er zu seiner Ehefrau nach Hause wollte, versagte ihm die sowjetische Besatzungsmacht diesen Wunsch, so dass er aus der SBZ flüchten musste. Anfang 1947 kehrte er nach Neunkirchen zurück. Er arbeitete anschließend als Künstler. 1949 war er saarländischer Delegierter beim Weltfriedenskongress in Paris. | [ 38 ] [ 39 ] |
|      | Friedel Schneider                     | Zum Kasbruchtal 60 (Wellesweiler)                       |              | 8. Sep. 2022 | * am 1. Januar 1911 in Bad Kreuznach; † 17. Februar 2000 in Neunkirchen; geborene Kahlstadt, auch: Friedel Schnei Friedel Kahlstadt lernte Franz Schneider 1933 kennen. Nach der Saarabstimmung verließ sie mit ihrem späteren Ehemann und einem Sohn aus erster Ehe das Saargebiet. Dort wurde 1938 der gemeinsame Sohn Dieter geboren. 1940 konnte sie nach vollzogener Scheidung Franz Schneider ehelichen. Während ihr Mann in der Fremdenlegion und später inhaftiert war, musste sie sich um den Lebensunterhalt der Familie alleine sorgen. Ursprünglich sollte sie zusammen mit ihren Kindern 1944 in das KZ Sachsenhausen verlegt werden. Zu diesem Zeitpunkt war sie jedoch erkrankt und nicht transportfähig. Als sich ihre Eltern bei den deutschen Behörden meldeten und ihrer Tochter eine Unbedenklichkeit attestierten, durfte sie nach Neunkirchen zurückkehren. Ab Anfang 1947 war sie mit ihrem Mann wiedervereint. Später wurde sie Mitglied in der Vereinigung der Verfolgten des Naziregimes – Bund der Antifaschistinnen und Antifaschisten. | [ 40 ]        |
|      | Karl Schneider                        | Karl-Schneider-Straße, Ecke Brückenstraße, Brunnenseite |              | 4. Sep. 2020 | * 27. Juni 1869 in Ettenheim; † 5. November 1940 im KZ Dachau Karl Schneider war Augenarzt in Neunkirchen und stand der pazifistischen Bewegung nahe. Er wurde 1940 verhaftet und nach Dachau gebracht, wo er unter ungeklärten Umständen verstarb. | [ 41 ]        |
|      | Barbara Selzer                        | Steinwaldstraße 49                                      | ,            | 4. Sep. 2020 | * 7. Dezember 1905 in Neunkirchen; † 22. Januar 1944 im KZ Auschwitz Barbara Selzer, geb. Theobald, wuchs in Neunkirchen auf. Sie arbeitete als Prostituierte und brachte 1927 ihr erstes Kind zur Welt. Erstmals verhaftet wurde sie 1927. Es folgten weitere Verhaftungen. 1928 heiratete sie einen Hilfsarbeiter und gebar zwei weitere Söhne. Während der NS-Zeit folgten weitere Verhaftungen. Unbekannt ist, wann sie ins KZ Auschwitz verbracht wurde. Dort starb sie am 22. Januar 1944 laut offiziellen Angaben an einem Darmkatarrh. | [ 42 ]        |
|      | Franz Carl Eduard Senz „Sense Eduard“ | Johannesstraße 16                                       |              | 11. Mai 2018 | * 30. Dezember 1877 in Wiebelskirchen; † 28. Februar 1941 in Hadamar (Aktion T4) Franz Carl Eduard Senz war ein Neunkircher Stadtoriginal. Der Kofferträger, Milch- und Kohlenkutscher war psychisch krank, ein Zustand, der sich nach dem Tod seiner Mutter 1921 stark verschlimmerte. Zahlreiche Anekdoten und Witze machten in Neunkirchen die Runde. Er war für seine, trotz starkem Stottern, große Schlagfertigkeit bekannt. Nach dem Tod seiner Mutter wurde er in die psychiatrische Klinik nach Merzig gebracht. Als diese in ein Soldatenlazarett umgewandelt wurde, kam er nach herborn/Hessen. 1941 wurde er Opfer der Aktion T-4. | [ 43 ]        |
|      | Albert Spiegel                        | Eifelstraße 16                                          | ,            | 11. Mai 2018 | geb. am 2. Januar 1910 in Wellesweiler; gest. 19. Dezember 1936 im Spanischen Bürgerkrieg Albert Spiegel wuchs in Neunkirchen auf. Nach dem Besuch der Mittelschule emigrierte er nach Frankreich und fand in paris eine Anstellung. Am 25. Juli 1936 wurde er entlassen. Er beschließt, sich dem Kampf gegen den Faschismus im Spanischen Bürgerkrieg anzuschließen. Er wird Interbrigadist in der Brigade Ernst Thälmann und wurde bei Kämpfen am 19. Dezember 1936 getötet. | [ 44 ]        |
|      | Siegfried Levi Stein                  | Bahnhofstraße 25                                        |              | 11. Mai 2018 | Siegfried Levi Stein (geb. am 6. Oktober 1891 in Offenbach am Glan) heiratete Hedwig Stein (geb. am 21. November 1895, geborene Loeb) am 27. August 1919 in Bernkastel. Die Familie kam im August 1919 nach Neunkirchen und betrieb dort ein Schuhgeschäft. Das Paar hatte zwei Söhne. Günther Stein wurde am 7. Oktober 1925 geboren, Walter Stein am 24. Juli 1920. Nach der Wiedereingliederung des Saargebietes ins Deutsche Reich wurde die Familie gezwungen, ihr Geschäft zu verkaufen. Die Familie emigrierte anschließend nach Mende in Frankreich. Es folgte Longwy 1937. Nach dem Frankreichfeldzug wurde die Familie evakuiert und kam zurück nach Mende. Am 19. Januar 1944 wurden Siegfried Stein und sein Sohn Günther von der Gestapo verhaftet. Vom Sammellager Drancy kamen beide nach Auschwitz, wo sie beide vermutlich am 8. Februar 1944, direkt nach Ankunft, ermordet wurden. Hedwig und ihr Sohn Walter überlebten den Holocaust und wurden anschließend französische Staatsbürger. Hedwig Stein verstarb 1964, Walter Stein 1960. | [ 45 ]        |
|      | Hedwig Stein                          | Bahnhofstraße 25                                        | 11. Mai 2018 | | Siegfried Levi Stein (geb. am 6. Oktober 1891 in Offenbach am Glan) heiratete Hedwig Stein (geb. am 21. November 1895, geborene Loeb) am 27. August 1919 in Bernkastel. Die Familie kam im August 1919 nach Neunkirchen und betrieb dort ein Schuhgeschäft. Das Paar hatte zwei Söhne. Günther Stein wurde am 7. Oktober 1925 geboren, Walter Stein am 24. Juli 1920. Nach der Wiedereingliederung des Saargebietes ins Deutsche Reich wurde die Familie gezwungen, ihr Geschäft zu verkaufen. Die Familie emigrierte anschließend nach Mende in Frankreich. Es folgte Longwy 1937. Nach dem Frankreichfeldzug wurde die Familie evakuiert und kam zurück nach Mende. Am 19. Januar 1944 wurden Siegfried Stein und sein Sohn Günther von der Gestapo verhaftet. Vom Sammellager Drancy kamen beide nach Auschwitz, wo sie beide vermutlich am 8. Februar 1944, direkt nach Ankunft, ermordet wurden. Hedwig und ihr Sohn Walter überlebten den Holocaust und wurden anschließend französische Staatsbürger. Hedwig Stein verstarb 1964, Walter Stein 1960. | [ 45 ]        |
|      | Günther Stein                         | Bahnhofstraße 25                                        | 11. Mai 2018 | | Siegfried Levi Stein (geb. am 6. Oktober 1891 in Offenbach am Glan) heiratete Hedwig Stein (geb. am 21. November 1895, geborene Loeb) am 27. August 1919 in Bernkastel. Die Familie kam im August 1919 nach Neunkirchen und betrieb dort ein Schuhgeschäft. Das Paar hatte zwei Söhne. Günther Stein wurde am 7. Oktober 1925 geboren, Walter Stein am 24. Juli 1920. Nach der Wiedereingliederung des Saargebietes ins Deutsche Reich wurde die Familie gezwungen, ihr Geschäft zu verkaufen. Die Familie emigrierte anschließend nach Mende in Frankreich. Es folgte Longwy 1937. Nach dem Frankreichfeldzug wurde die Familie evakuiert und kam zurück nach Mende. Am 19. Januar 1944 wurden Siegfried Stein und sein Sohn Günther von der Gestapo verhaftet. Vom Sammellager Drancy kamen beide nach Auschwitz, wo sie beide vermutlich am 8. Februar 1944, direkt nach Ankunft, ermordet wurden. Hedwig und ihr Sohn Walter überlebten den Holocaust und wurden anschließend französische Staatsbürger. Hedwig Stein verstarb 1964, Walter Stein 1960. | [ 45 ]        |
|      | Walter Stein                          | Bahnhofstraße 25                                        | 11. Mai 2018 | | Siegfried Levi Stein (geb. am 6. Oktober 1891 in Offenbach am Glan) heiratete Hedwig Stein (geb. am 21. November 1895, geborene Loeb) am 27. August 1919 in Bernkastel. Die Familie kam im August 1919 nach Neunkirchen und betrieb dort ein Schuhgeschäft. Das Paar hatte zwei Söhne. Günther Stein wurde am 7. Oktober 1925 geboren, Walter Stein am 24. Juli 1920. Nach der Wiedereingliederung des Saargebietes ins Deutsche Reich wurde die Familie gezwungen, ihr Geschäft zu verkaufen. Die Familie emigrierte anschließend nach Mende in Frankreich. Es folgte Longwy 1937. Nach dem Frankreichfeldzug wurde die Familie evakuiert und kam zurück nach Mende. Am 19. Januar 1944 wurden Siegfried Stein und sein Sohn Günther von der Gestapo verhaftet. Vom Sammellager Drancy kamen beide nach Auschwitz, wo sie beide vermutlich am 8. Februar 1944, direkt nach Ankunft, ermordet wurden. Hedwig und ihr Sohn Walter überlebten den Holocaust und wurden anschließend französische Staatsbürger. Hedwig Stein verstarb 1964, Walter Stein 1960. | [ 45 ]        |
|      | Ludwig Stemmler                       | Hüttenbergstraße 58                                     |              | 20. Apr. 2015 | * 20. Oktober 1903 in Neunkirchen; † 10. Februar 1943 im KZ Dachau Ludwig Stemmler war von 1932 bis 1935 Mitglied der KPD und des Roten Frontkämpferbundes. Er wurde von Nachbarn denunziert, als er am 11. Juni 1937 in stark angetrunkenen Zustand Die Internationale sang. Zwei Tage später soll er laut „Die rote Front muss stehen“ in der Öffentlichkeit gesagt haben. Auch diese Aussage wurde denunziert. Zunächst vom Amtsgericht Neunkirchen als harmlose Tat und grober Unfug eingestuft, verhaftete die Gestapo Stemmler wegen des Verdachts auf kommunistische Umtriebe. Von der Lerchesflur wurde er in KZ Buchenwald gebracht, wo er am 10. Februar 1943 verstarb, ohne dass ihm je der Prozess gemacht wurde. | [ 46 ]        |
|      | Martha Strasser                       | Wibiloplatz                                             |              | 19. Nov. 2012 | * 21. November 1910 in Wiebelskirchen; † 18. Januar 2002 in Berlin Krankenschwester im Spanischen Bürgerkrieg und Mitglied der Résistance | [ 47 ]        |
|      | Maria Trautmann                       | Wibiloplatz                                             |              | 8. Sep. 2022 | * 16. Oktober 1885 in Wiebelskirchen; † 26. Februar 1941 in Tötungsanstalt Hadamar Maria Trautmann wuchs als Sohn eines Steinbrechers und Bergmanns auf, der später als Tagelöhner geführt wurde. Aus den Unterlagen ist nicht ersichtlich, wann ihre Unterbringung in den Heil- und Pflegeanstalten begann. Vermutet wird, das dies zeitlich mit dem Tod der Mutter 1903 zusammenhängt. Sicher wurde sie am 20. Juli 1937 im Alter von 52 Jahren in die Anstalt Eichberg-Eltville in Rheingau aufgenommen. Am 26. Februar 1941 wurde sie nach Hadamar abtransportiert, wo sie vermutlich am gleichen Tag in der Gaskammer ermordet wurde. In der Geburtsurkunde wurde der 19. März 1941 in Hartheim eingetragen, dies handelte sich aber um eine Scheinbeurkundung. | [ 48 ]        |
|      | Alfred Vooss                          | Hüttenbergstraße 63                                     |              | 20. Apr. 2015 | geb. am 27. Juli 1892 in Baumholder; gest. am 14. August 1942 im KZ Auschwitz Alfred Vooss war Kaufmann und vertrieb Spielsachen aus Nürnberg. Seine Ehefrau Else betrieb einen Gemischtwarenladen. Beide wurden im Rahmen der Wagner-Bürckel-Aktion verhaftet und ins Camp de Gurs gebracht. Beide kamen am 14. August 1942 in Auschwitz an, wo sie ermordet wurden. | [ 49 ]        |
|      | Else Vooss                            | Hüttenbergstraße 63                                     |              | 20. Apr. 2015 | geb. am 9. Dezember 1900 in Crefeld; gest. am 14. August 1942 im KZ Auschwitz Alfred Vooss war Kaufmann und vertrieb Spielsachen aus Nürnberg. Seine Ehefrau Else, geborene Hoffmann, betrieb einen Gemischtwarenladen. Beide wurden im Rahmen der Wagner-Bürckel-Aktion verhaftet und ins Camp de Gurs gebracht. Beide kamen am 14. August 1942 in Auschwitz an, wo sie ermordet wurden. | [ 49 ]        |
|      | Ernst Adam Weber                      | Bürgermeister-Ludwig-Straße 15                          | ,            | 11. Mai 2018 | geb. 1896; gest. 3. November 1968 Ernst Adam Weber hielt auch nach der Verfolgung der Juden im Nationalsozialismus zu seiner Frau Henriette E. Weber. Er wurde als „jüdisch versippt“ und „wehrunwürdig“ eingestuft. Am 20. April 1944 wurde er zur „Sicherstellung des Arbeitskräftebedarfs“ verhaftet und mit anderen „wehrunwürdigen“ Personen in ein Durchgangslager in Pirmasens gebracht. Anschließend kam er in ein Arbeitslager in Cravant, wo er, nach dem Attentat vom 20. Juli 1944 als die Lage dort immer schlimmer wurde, floh und sich alleine nach Neunkirchen durchschlug. Er versteckte sich bis Kriegsende in Neunkirchen und lebte dort auch bis zu seinem Tod am 3. November 1968. | [ 50 ]        |
|      | Henriette E. Weber                    | Bürgermeister-Ludwig-Straße 15                          | ,            | 11. Mai 2018 | geb. 11. März 1899; gest. 23. Mai 1945 im KZ Theresienstadt Henriette Elisabeth Weinberg war jüdischer Herkunft und ehelichte am 28. Juli 1928 den Nicht-Juden Adam Ernst Weber. Ab 1939 musste sie gemäß den Nürnberger Rassegesetzen den zweiten Vornamen Sara tragen. Die Familie litt stark unter den Repressalien des NS-Regimes. Am 5. März 1945 wurde Henriette Weber verhaftet. Sie kam über Umwege ins KZ Theresienstadt, wo sie an Fleckfieber erkrankte. Zwar erlebte sie noch die Befreiung des KZs, verstarb aber zwei Wochen später. | [ 50 ]        |